# Stavkî, Pișceanka
Stavkî (în ucraineană Ставки) este o comună în raionul Pișceanka, regiunea Vinnița, Ucraina, formată numai din satul de reședință.

## Demografie
Componența lingvistică a satului Stavkî
     Ucraineană (96,89%)
     Rusă (1,86%)
     Română (1,12%)
Conform recensământului din 2001, majoritatea populației satului Stavkî era vorbitoare de ucraineană (96,89%), existând în minoritate și vorbitori de rusă (1,86%) și română (1,12%).